# 维桑 (加来海峡省)
维桑（法語：Wissant，法語發音：[ɥisɑ̃]）是法国上法蘭西大區加来海峡省的一个市镇，属于滨海布洛涅区。

## 地理
维桑（50°53'7"N, 1°39'46"E）面积12.79 平方千米，位于法国上法蘭西大區加来海峡省，该省份为法国北部沿海省份，西北濒北海，南至索姆省，东临北部省。
与维桑接壤的市镇（或旧市镇、城区）包括：欧当贝尔、埃斯卡勒、埃尔沃兰冈、塔尔丹冈。

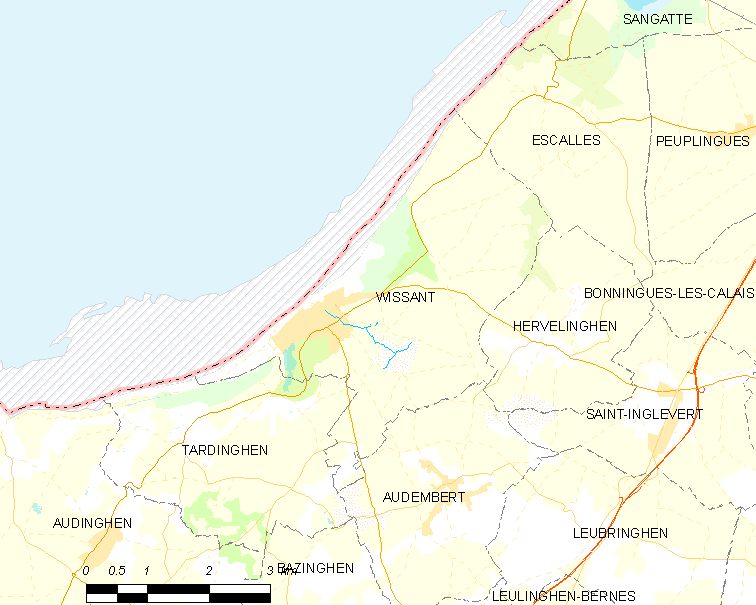
的OSM定位图

维桑的时区为UTC+01:00、UTC+02:00（夏令时）。

## 行政
维桑的邮政编码为62179，INSEE市镇编码为62899。

## 政治
维桑所属的省级选区为代夫勒县。

## 人口

1962-2008年间人口变化图示

维桑于2022年1月1日时的人口数量为847人。